# Thea Schleusner
Thea Schleusner (Vitemberga, 30 de abril de 1879 — Berlim, 14 de janeiro de 1964) foi uma pintora, ilustradora e escritora de ensaios e impressões de viagens alemã.

## Biografia
Schleusner nasceu a 30 de abril de 1879 em Wittenberg, na Alemanha. Estudou em Paris na Académie Colarossi e na Académie Moderne. Na Alemanha, estudou com Franz Skarbina e Reinhold Lepsius.
Schleusner faleceu em 1964, em Berlim. O seu trabalho encontra-se na colecção do Museu de Orsay.

## Grande exposição de trabalhos em Wittenberg em 2024
Em 2024, Schleusner foi homenageada, pela primeira vez desde a sua morte, com uma grande exposição individual. No total, várias centenas de pinturas, desenhos e outros objectos foram expostos em quatro locais na sua cidade natal de Wittenberg, Lutherstadt. Esta exposição da "Fundação Naser para a Arte (Re)Descoberta" tinha sido precedida por vários pequenos projectos de exposição e publicação com a participação do publicista Mathias Tietke. Em novembro de 2024, um comunicado de imprensa da "Fundação Naser" publicou uma resposta às declarações de Matthias Tietke. Lamenta "uma série de falsas declarações relativas (...) à exposição", bem como "uma série de difamações e calúnias de que o Sr. Tietke acusa há anos os membros da fundação", bem como "a cidade de Luther Wittenberg, as suas instituições e os seus colaboradores". Por conseguinte, Tietke foi "exposto a várias injunções no passado". 